# Villa Poirier
Pour les articles homonymes, voir Poirier (homonymie).
La villa Poirier est une voie du 15e arrondissement de Paris.

## Situation et accès
Prenant sur la rue Lecourbe, cette voie se termine en impasse pour les véhicules. Les piétons peuvent, à son extrémité droite, emprunter la rue du Colonel-Colonna-d'Ornano qui est piétonnière et rejoindre la rue François-Bonvin.

## Origine du nom
Cette voie est nommée d'après le propriétaire du terrain, un certain monsieur Poirier.

## Historique
La rue se trouve sur l'emplacement de l'ancienne maison de campagne du XVIIIe siècle, appelée folie, qui se trouvait à la frontière de Vaugirard entre les rues Miollis et Lecourbe.
La voie a été ouverte en 1890, elle s'appelait alors « impasse Duhot ». Elle prend son nom actuel en 1892.
Le  2 novembre 1976 se déroule l'attentat de la villa Poirier. Vers 4 heures moins le quart du matin, un immeuble de la villa Poirier (le no 9) est soufflé par l'explosion de 5 kilos d'explosifs, blessant légèrement six personnes dont quatre enfants. Cet attentat, non revendiqué, peut être rattaché à la présence de la famille de l'homme politique Jean-Marie Le Pen qui résidait dans le bâtiment.